# South East (Singapur)
Der South East Singapore District (oder Südost) ist eines der fünf Community Development Councils (CDC) des Stadtstaates Singapur. In dem am 24. November 2001 gegründeten Distrikt leben 550.000 Einwohner.
Es umfasst die Stadtviertel Bedok, Geylang Serai, Joo Chiat, Kampong Ubi und Marine Parade.